# William Flageollet
 (juin 2017).
Si vous disposez d'ouvrages ou d'articles de référence ou si vous connaissez des sites web de qualité traitant du thème abordé ici, merci de compléter l'article en donnant les références utiles à sa vérifiabilité et en les liant à la section « Notes et références ».
Pour les articles ayant des titres homophones, voir Flajolet et Flageolet.
William Flageollet, né le 27 novembre 1945 à Nancy et mort le 26 avril 2019 à Châteaudun, est un ingénieur du son français dans la musique et le cinéma. Il a participé au mixage de plus de 120 films et a réalisé l'enregistrement et le mixage de plusieurs centaines de musiques de films. Il a été nommé plusieurs fois pour le César du meilleur son, qu'il a reçu deux fois, en 1987 pour Autour de minuit, et en 1994 pour Trois couleurs : Bleu.

## Biographie
Après avoir rencontré son premier magnétophone à l’âge de 8 ans, puis démonté la radio de ses parents à 12 ans, réalise à 16 ans son premier enregistrement du disque de la Chorale de Rambervillers dans les Vosges.
Il arrive à Paris à 18 ans et débute comme assistant aux prestigieux studios Barclay de 1965 à 1968. Après un court passage à Europa Sonor (1969), il devient ingénieur du son aux studios Davout de 1969 à 1980, puis ingénieur du son indépendant en variétés, rock’n’roll, musique classique, musique contemporaine (électroacoustique), et musiques de films. Il enregistre en Angleterre (Abbey Road, CTS), aux États-Unis (NY RCA), en Hongrie, en Italie, en Allemagne, en Slovaquie, etc.
En 1978, il participe au groupe de Rockn’roll « Sound Force » (trois albums produits par RCA Victors) puis à la coproduction de l’album d’Annie Girardot avec Gaya Bécaud.
En 1980, il crée une société d’édition et de production musicale avec Daniel Abraham.
En 1985, il participe à la réalisation et la conception du studio Philippe Sarde. Il mixe des musiques stéréo Dolby pour le cinéma puis des films. Ce studio est révolutionnaire par l’introduction des consoles automatisées mariant le 35 mm magnétique, les multipistes numériques, la vidéo et l’image 35 mm. Son influence sur l’univers du monde de la postproduction en France se remarque encore aujourd’hui.
En 1992, il cofonde "Up to YOU", société de conseils et prestations en matière de postproduction et de production de films documentaires tels que Au-delà des mers bleues (The Sky’s the limit) (documentaire de 52 minutes sur les single women dans les Petites Antilles) ou Henri Van Effenterre, un archéologue au palais de Malia (documentaire de 52 minutes sur la civilisation minoenne).

### A enregistré et mixé avec

#### Compositeurs
Liste non exhaustive :
Akhenaton, Pierre Bachelet, Le Quatuor, Marius Constant, Vladimir Cosma, Georges Delerue, Marc-Olivier Dupin, Keith Emerson, Eurythmics, Laurent Ganem, Herbie Hancock, Christophe Heral, Julio Iglesias, Francis Lai, Michel Legrand, Éric Demarsan, Lionel Newman (Twentieth Century Fox), Serge Perathoner, Zbigniew Preisner, János Komives, les Rita Mitsouko, Philippe Sarde, Éric Serra, Bob Telson, Germinal Tenasse, Jannick Top, Jean-Claude Vannier, Gabriel Yared, etc.

#### Artistes
Listes non exhaustives :

##### Assistant
Charles Aznavour, Jacques Brel, Jean Ferrat, Léo Ferré, Dalida, Nicoletta, Serge Gainsbourg, Brigitte Bardot, Mireille Mathieu, etc.

##### Ingénieur du son
Gilbert Bécaud, Annie Cordy, Nicole Croisille, Johnny Hallyday, Julio Iglesias, Vangelis,

## Filmographie

### Mixeur

#### Télévision
- 1990 : Moi, général de Gaulle
- 1997 : Cinéastes de notre temps
- 1997 : L'Amour en embuscade (Love in Ambush) de Carl Schultz
- 2011 : Raspoutine de Josée Dayan

#### Cinéma
- 1984 : Fort Saganne de Alain Corneau
- 1984 : Quilombo de Carlos Diegues
- 1985 : Hors-la-loi de Rachid Bouchareb
- 1985 : L'Été prochain de Nadine Trintignant
- 1985 : L'Homme aux yeux d'argent de Pierre Granier-Deferre
- 1986 : Autour de minuit ('Round Midnight) de Bertrand Blier
- 1986 : La Puritaine de Jacques Doillon
- 1986 : Les Frères Pétard d'Hervé Palud
- 1986 : On a volé Charlie Spencer ! de Francis Huster
- 1987 : Ennemis intimes de Denis Amar
- 1987 : Les Deux Crocodiles de Joël Séria
- 1987 : Rio zone (Um Trem para as Estrelas) de Carlos Diegues
- 1987 : Waiting for the Moon (en)
- 1988 : Camille Claudel de Bruno Nuytten
- 1988 : La Maison assassinée de Georges Lautner
- 1988 : Le Complot (To Kill a Priest) de Agnieszka Holland
- 1988 : Les Cannibales (Os Canibais)
- 1989 : Cher frangin de  Gérard Mordillat
- 1989 : Deux de Claude Zidi
- 1989 : Die toten Fische
- 1989 : Hiver 54, l'abbé Pierre de Denis Amar
- 1989 : La Salle de bain de John Lvoff
- 1989 : La Vie et rien d'autre de Bertrand Tavernier
- 1989 : La Vouivre
- 1989 : L'Ami retrouvé de Jerry Schatzberg
- 1989 : Les Mannequins d'osier
- 1989 : L'Union sacrée d'Alexandre Arcady
- 1989 : Music Box de Costa-Gavras
- 1989 : Sans espoir de retour (Street of No Return) de Samuel Fuller
- 1989 : Suivez cet avion de Patrice Ambard
- 1990 : La Baule-les-Pins de Diane Kurys
- 1990 : La Fête des pères de Joy Fleury
- 1990 : La Putain du roi de Axel Corti
- 1990 : Lung Ta : Les Cavaliers du vent
- 1990 : Promotion canapé de Didier Kaminka
- 1990 : Ripoux contre ripoux de Claude Zidi
- 1991 : Atlantis de Luc Besson
- 1991 : Chasseurs des ténèbres
- 1991 : La Double Vie de Véronique
- 1991 : La Totale ! de Claude Zidi
- 1991 : L'Autre de Bernard Giraudeau
- 1991 : Les Enfants du vent de Krzysztof Rogulski
- 1991 : Les Secrets professionnels du Dr Apfelglück
- 1991 : Mima de Philomène Esposito
- 1991 : Toujours seuls de Gérard Mordillat
- 1991 : Triplex de Georges Lautner
- 1992 : Diên Biên Phu de Pierre Schoendoerffer
- 1992 : Golem, l'esprit de l'exil de Amos Gitaï
- 1992 : L'Arche et les Déluges de François Bel
- 1992 : Loin de Berlin (titre original : Far from Berlin) de Keith McNally
- 1992 : Siméon d'Euzhan Palcy
- 1992 : Victor Victor
- 1992 : Voyage à Rome de Michel Lengliney
- 1993 : Latcho Drom de Tony Gatlif
- 1993 : Trois Couleurs : Bleu de Krzysztof Kieślowski
- 1994 : Tombés du ciel de Philippe Lioret
- 1994 : Le Joueur de violon de Charles Van Damme
- 1994 : L'Eau froide de Olivier Assayas
- 1994 : Montparnasse-Pondichéry de Yves Robert
- 1994 : Trois Couleurs : Blanc (Trzy kolory: Bialy) de Krzysztof Kieślowski
- 1994 : Trois Couleurs : Rouge de Krzysztof Kieślowski
- 1995 : Élisa de Jean Becker
- 1995 : Fiesta de Pierre Boutron
- 1995 : Les Truffes de Bernard Nauer
- 1995 : Madame Butterfly de Frédéric Mitterrand
- 1996 : Irma Vep de Olivier Assayas
- 1996 : Ligne de vie (La Vie en rouge') de Pavel Lounguine
- 1996 : Les Enfants de l'automne
- 1996 : Les Menteurs d'Élie Chouraqui
- 1996 : Les Victimes de Patrick Grandperret
- 1996 : Pédale douce de Gabriel Aghion
- 1997 : Fred de Pierre Jolivet
- 1997 : Héroïnes de Gérard Krawczyk
- 1997 : Le Bossu de Philippe de Broca
- 1998 : À vendre de Laetitia Masson
- 1998 : Cuisine américaine de Jean-Yves Pitoun
- 1998 : En plein cœur de Pierre Jolivet
- 1998 : Fin août, début septembre de Olivier Assayas
- 1998 : L'homme est une femme comme les autres de Jean-Jacques Zilbermann
- 1999 : La Bûche de Danièle Thompson
- 1999 : Le Ciel, les Oiseaux et... ta mère ! de Djamel Bensalah
- 1999 : Les Enfants du marais de Jean Becker
- 1999 : Ma petite entreprise de Pierre Jolivet
- 1999 : Sea Sqad
- 1999 : Voyages d'Emmanuel Finkiel
- 2000 : Épouse-moi de Harriet Marin
- 2000 : La Vache et le Président de Philippe Muyl
- 2000 : Le Cœur à l'ouvrage
- 2000 : Les Destinées sentimentales de Olivier Assayas
- 2000 : Microsnake
- 2000 : T'aime de Patrick Sébastien
- 2001 : La Tour Montparnasse infernale de Charles Nemes
- 2001 : Les Âmes fortes de Raoul Ruiz
- 2001 : Tosca de Benoît Jacquot
- 2001 : Un crime au paradis de Jean Becker
- 2002 : Aller simple pour Manhattan de Michel Ferry
- 2002 : Demonlover de Olivier Assayas
- 2002 : La Dernière Lettre
- 2002 : Le Frère du guerrier de Pierre Jolivet
- 2002 : Ma femme s'appelle Maurice de Jean-Marie Poiré
- 2003 : Filles uniques de Pierre Jolivet
- 2003 : Perduto amor
- 2003 : Ripoux 3 de Claude Zidi
- 2004 : Face ou pile
- 2004 : La Tartine
- 2004 : Le Carton
- 2004 : Les Gaous de Igor Sékulic
- 2004 : L'Île de Black Mór de Jean-François Laguionie
- 2004 : Mariages ! de Valérie Guignabodet
- 2004 : Mathilde au matin
- 2004 : Peurs
- 2004 : Si j'ose dire
- 2004 : Une romance italienne de Carlo Mazzacurati
- 2005 : Aux abois de Philippe Collin
- 2005 : Brice de Nice de James Huth
- 2005 : Lampedusa
- 2006 : L'Entente cordiale de Vincent de Brus
- 2006 : Odette Toulemonde de Éric-Emmanuel Schmitt
- 2007 : Je crois que je l'aime de Pierre Jolivet
- 2008 : La Très Très Grande Entreprise de Pierre Jolivet
- 2008 : Tabarly de Pierre Marcel
- 2008 : Amours voilées
- 2009 : Drôle d'histoire, (court-métrage)
- 2010 : Tsvetok dyavola
- 2012 : Split time

### Ingénieur du son musique de film
- 1970 : Les Choses de la vie de Claude Sautet
- 1971 : La Veuve Couderc de Pierre Granier-Deferre
- 1971 : Le Chat de Pierre Granier-Deferre
- 1971 : Max et les Ferrailleurs de Claude Sautet
- 1972 : César et Rosalie de Claude Sautet
- 1972 : Liza de Marco Ferreri
- 1973 : La Grande Bouffe de Marco Ferreri
- 1974 : Lancelot du Lac de Robert Bresson
- 1974 : Les Seins de glace de Georges Lautner
- 1976 : Le Juge et l'Assassin de Bertrand Tavernier
- 1976 : Le Locataire de Roman Polanski
- 1977 : Le Crabe-tambour de Pierre Schoendoerffer
- 1979 : Ils sont fous ces sorciers de Georges Lautner
- 1979 : Les Sœurs Brontë de André Téchiné
- 1980 : Chère inconnue de Moshé Mizrahi
- 1980 : La Boum de Claude Pinoteau
- 1980 : Le Guignolo de Georges Lautner
- 1980 : Loulou de Maurice Pialat
- 1980 : Un mauvais fils de Claude Sautet
- 1981 : Allons z'enfants d'Yves Gibeau
- 1981 : Beau-père de Bertrand Blier
- 1981 : Coup de torchon de Bertrand Tavernier
- 1981 : Diva de Jean-Jacques Beineix
- 1981 : Est-ce bien raisonnable ? de Georges Lautner
- 1981 : Hôtel des Amériques de André Téchiné
- 1981 : Il faut tuer Birgit Haas de Laurent Heynemann
- 1981 : La Guerre du feu  de Jean-Jacques Annaud
- 1981 : Le Choix des armes de Alain Corneau
- 1981 : Les Ailes de la colombe de Benoît Jacquot
- 1981 : Conte de la folie ordinaire, (titre original italien : Storie di ordinaria follia) de Marco Ferreri
- 1981 : Une étrange affaire de Pierre Granier-Deferre
- 1982 : La Passante du Sans-Souci de Jacques Rouffio
- 1982 : L'Étoile du Nord de Pierre Granier-Deferre
- 1982 : L'Honneur d'un capitaine de Pierre Schoendoerffer
- 1982 : Que les gros salaires lèvent le doigt ! de Denys Granier-Deferre
- 1983 : Attention ! Une femme peut en cacher une autre de Georges Lautner
- 1983 : Garçon ! de Claude Sautet
- 1983 : J'ai épousé une ombre de Robin Davis
- 1983 : L'Ami de Vincent de Pierre Granier-Deferre
- 1983 : Stella de Laurent Heynemann
- 1983 : Lovesick
- 1984 : Joyeuses Pâques de Georges Lautner
- 1984 : La Pirate de Jacques Doillon
- 1984 : Marche à l'ombre de Michel Blanc
- 1984 : Paroles et Musique de Élie Chouraqui
- 1984 : Premiers Désirs de David Hamilton
- 1984 : La Garce
- 1985 : Ça n'arrive qu'à moi de Francis Perrin
- 1985 : Harem de Arthur Joffé
- 1985 : La Tentation d'Isabelle de Jacques Doillon
- 1985 : Le Cowboy de Georges Lautner
- 1985 : L'Été prochain de Nadine Trintignant
- 1985 : L'Homme aux yeux d'argent de Pierre Granier-Deferre
- 1985 : Rendez-vous de André Téchiné
- 1985 : Scout toujours... de Gérard Jugnot
- 1985 : Signé Charlotte
- 1985 : Joshua Then and Now
- 1986 : Cours privé de Pierre Granier-Deferre
- 1986 : La Femme de ma vie de Régis Wargnier
- 1986 : Le Lieu du crime de André Téchiné
- 1986 : Mon beau-frère a tué ma sœur de Jacques Rouffio
- 1986 : Ópera do Malandro (en)
- 1986 : ''Round Midnight de Bertrand Tavernier
- 1986 : Every Time We Say Goodbye de Moshé Mizrahi
- 1986 : Le Projet Manhattan de Marshall Brickman
- 1987 : Au revoir les enfants de Louis Malle
- 1987 : Comédie !
- 1987 : De guerre lasse de Robert Enrico
- 1987 : La Passion Béatrice de Bertrand Tavernier
- 1987 : Les Innocents de André Téchiné
- 1987 : Les mois d'avril sont meurtriers de Laurent Heynemann
- 1987 : L'État de grâce de Jacques Rouffio
- 1987 : Um Trem para as Estrelas (en)
- 1988 : Itinéraire d'un enfant gâté de Claude Lelouch
- 1988 : La Maison assassinée de Georges Lautner
- 1988 : Le Grand Bleu de Luc Besson
- 1988 : L'Ours de Jean-Jacques Annaud
- 1988 : Mangeclous de Moshé Mizrahi
- 1989 : Camille Claudel de Bruno Nuytten
- 1989 : Chambre à part de Jacky Cukier
- 1989 : Hiver 54, l'abbé Pierre de Denis Amar
- 1989 : L'Invité surprise de Georges Lautner
- 1989 : L'Union sacrée d'Alexandre Arcady
- 1989 : Music Box de Costa-Gavras
- 1989 : L'Ami retrouvé de Jerry Schatzberg
- 1989 : Le Carrefour des Innocents (Lost Angels)
- 1991 : La Double Vie de Véronique de Krzysztof Kieślowski
- 1991 : Triplex de Georges Lautner
- 1991 : Après l'amour de Diane Kurys
- 1992 : Diên Biên Phu de Pierre Schoendoerffer
- 1993 : Justinien Trouvé ou le Bâtard de Dieu de Christian Fechner
- 1994 : Léon (The Professional (USA)) de Luc Besson
- 1995 : Madame Butterfly de Frédéric Mitterrand
- 2001 : Tosca de Benoît Jacquot
- 2002 : Héroïnes de Gérard Krawczyk
- 2002 : Roméo et Juliette
- 2002 : La Vérité sur Charlie de Jonathan Demme
- 2003 : Filles uniques de Pierre Jolivet
- 2004 : L'Incruste, fallait pas le laisser entrer ! de Alexandre Castagnetti et Corentin Julius
- 2005 : Aux abois de Philippe Collin
- 2006 : L'Entente cordiale de Vincent de Brus
- 2008 : La Très Très Grande Entreprise de Pierre Jolivet
- 2009 : Kérity, la maison des contes de Dominique Monféry
- 2009 : La Fille du RER de André Téchiné
- 2010 : La Princesse de Montpensier (film) de Bertrand Blier
- 2010 : Le Mariage à trois de Jacques Doillon
- 2010 : Les Meilleurs Amis du monde de Julien Rambaldi
- 2010 : Once I Was de Avi Nesher
- 2013 : Quai d'Orsay (film) de Bertrand Tavernier

### Producteur
- 1993 : Au-delà des mers bleues de Sophie Schmit
- 1997 : Henri Van Effenterre de Sophie Schmit

## Récompenses et nominations

### Récompenses
- César du meilleur son
  - 1987 : Autour de minuit
  - 1994 : Trois couleurs : Bleu

### Nominations
- César du meilleur son
  - 1989 : La Vie et rien d'autre
  - 1994 : Trois couleurs : Rouge
  - 1999 : Les Enfants du marais

### Musique
- 1980 : Diapason d'or pour un disque d'orgue de Guy Bezançon, œuvres originales pour orgue enregistrées au grand orgue de Saint-Étienne-du-Mont à Paris

## Participation à des publications
- 1998 : « Le son du réel : le son du son au cinéma », dans Hugues Genevois (dir.) et Yann Orlarey (dir.), Le Son & l'Espace, GRAME et Aléas, coll. « Musique & sciences », Lyon, 194 p.  (ISBN 2-908016-96-6) [présentation en ligne], p. 45–52 : actes des premières rencontres musicales pluridisciplinaires, Lyon, mars 1995, organisées par le ministère de la Culture et GRAME
- 1993 : « Le cinéma sonore », avec P. Ley, dans Denis Mercier (dir.), Le Livre des techniques du son, vol. 3 : L'Exploitation, Fréquences, diff. Eyrolles, coll. « Études », Paris, 458 p. (ISBN 2-903055-33-7) édité erroné (erroné)  (ISBN 2-903055-33-5) ; 2e éd. 1998, Dunod, coll. « Électronique / Électronique appliquée », Paris, 509 p.  (ISBN 2-10-004134-7) ; 3e éd. 2007, Dunod, coll. « Audio-photo-vidéo », Paris, 528 p.  (ISBN 978-2-10-049651-8) [présentation en ligne]